# جشنواره فیلم پروین اعتصامی
جشنواره فیلم پروین اعتصامی به صورت سالانه از سال ۱۳۸۳ برگزار می‌شود و به زنان فیلم‌ساز که دارای فیلم بلند سینمایی هستند، جایزه اهدا می‌کند. جشنواره فیلم پروین اعتصامی ویژه فیلم‌هایی با موضوع زنان است به تلاش خانه زنان هنرمند ایران برگزار می‌شود. این رویداد سینمایی در قالب دو بخش اصلی مسابقه فیلم کوتاه و مسابقه فیلم بلند سینمایی و در قالب ۸ زیربخش است.

## تاریخچه
این جشنواره بر اساس طرحی از مازیار رضاخانی در دی ماه ۱۳۸۳ تشکیل شد و تاکنون هرساله برگزار می‌شود. موضوعات فیلم‌های این جشنواره، نقش زنان در تحکیم بنیان خانواده، نقش زنان در تنظیم اقتصاد خانواده و زنان سرپرست خانوار است. این جشنواره تاکنون در ۸ دوره برگزار شده و توانسته ۸۴۴ فیلمساز زن را شناسایی و معرفی کند. این جشنواره در ابتدا با عنوان جشنواره زنان فیلمساز آغاز به کار کرد و در دوره سوم به عنوان جدید تغییر نام داد.

## جوایز
جوایز جشنواره عبارتند از:

### فیلم کوتاه
- تندیس پروین زرین، دیپلم افتخار و جایزه نقدی به بهترین فیلم داستانی
- تندیس پروین زرین، دیپلم افتخار و جایزه نقدی به بهترین فیلم مستند
- تندیس پروین زرین، دیپلم افتخار و جایزه نقدی به بهترین فیلم پویانمایی
- تندیس پروین زرین، دیپلم افتخار و جایزه نقدی به بهترین فیلم تجربی
- تندیس پروین زرین، دیپلم افتخار و جایزه ویژه هیئت داوران
- تندیس پروین زرین، دیپلم افتخار و جایزه نقدی به بهترین فیلم

### زنان سینماگر
- تندیس پروین زرین، دیپلم افتخار و جایزه نقدی به بهترین کارگردان زن
- تندیس پروین زرین، دیپلم افتخار و جایزه نقدی به بهترین فیلمنامه‌نویس زن
- تندیس پروین زرین، دیپلم افتخار و جایزه نقدی به بهترین پژوهشگر زن
- تندیس پروین زرین، دیپلم افتخار و جایزه نقدی به بهترین فیلمبردار، تصویربردار زن
- تندیس پروین زرین، دیپلم افتخار و جایزه نقدی به بهترین بازیگر زن
- تندیس پروین زرین، دیپلم افتخار و جایزه نقدی به بهترین صدابردار، صداگذار زن
- تندیس پروین زرین، دیپلم افتخار و جایزه نقدی به بهترین تدوینگر زن
- تندیس پروین زرین، دیپلم افتخار و جایزه نقدی به بهترین طراح صحنه و لباس زن
- تندیس پروین زرین، دیپلم افتخار و جایزه نقدی به بهترین چهره پرداز زن
- تندیس پروین زرین، دیپلم افتخار و جایزه نقدی به بهترین آهنگساز زن
- تندیس پروین زرین، دیپلم افتخار و جایزه نقدی به بهترین انیماتور زن

## بخش‌ها
بخش اصلی جشنواره، مختص زنان فیلمسازی است که با موضوع آزاد فیلم می‌سازند و مردانی که در خصوص زنان به تولید فیلم می‌پردازند. این رویداد سینمایی در قالب ۲ بخش اصلی مسابقه فیلم کوتاه و مسابقه فیلم بلند سینمایی و در قالب ۸ زیر بخش شامل بخش زنان فیلمساز با موضوع «آزاد» و مردان فیلمساز با موضوع «زنان»، بخش تخصصی زنان سینماگر، بخش پرتره زنان شاخص ایرانی، بخش ادب و اندیشه پروین، بخش زنان و زندگی شهری با حمایت معاونت امور فرهنگی و اجتماعی شهرداری تهران و اداره کل امور بانوان شهرداری تهران، بخش توانمندسازی زنان و بازتاب نشاط در خانواده با حمایت معاونت ریاست جمهوری در امور زنان و خانواده، بخش زنان و میراث فرهنگی با حمایت سازمان میراث فرهنگی، صنایع دستی و گردشگری و بخش جزیره کیش با حمایت سازمان منطقه آزاد کیش و مسابقه فیلم بلند سینمایی با عنوان جایزه بهترین فیلمساز زن در تهران برگزار می‌شود.

### پرتره زنان شاخص
بخش ویژه پرتره زنان شاخص ایرانی با موضوع زنان شاخص ایرانی در عرصه‌های فرهنگ، هنرهای دراماتیک و تجسمی، علوم انسانی، اقتصاد دانش بنیان، فناوری نانو، فنی و مهندسی، پزشکی، پژوهش، علوم دینی و حوزوی، اسطوره‌های انقلاب و دفاع مقدس، ورزش طراحی شده‌است.

## دوره‌ها

### دوره دوم
دومین دوره جشنواره ۳ تا ۷ دی ماه برگزار شد.

#### هیئت داوران
رخشان بنی اعتماد، محمدرضا اصلانی، مجید مجیدی

### دوره سوم
سومین دوره جشنواره فیلم پروین اعتصامی از ۱۰ تا ۱۴ دی ماه در خانه هنرمندان ایران برگزار شد. این رویداد پس از دو دوره عنوان خود را از جشنواره زنان
فیلمساز به پروین اعتصامی تغییر داده‌است. جشنواره در این دوره در قالب سه بخش «نیلوفر»، «ویژه» و «نگاه نو» برگزار شد.

### دوره چهارم
چهارمین جشنواره پروین اعتصامی با هدف توانمندسازی زنان سینمای ایران با حمایت نهادهای مختلف برگزار شد. در بخش بهترین فیلم مستند، تندیس پروین زرین، دیپلم افتخار و مبلغ ۲۰ میلیون ریال جایزه نقدی به فیلم «سپیده دمی که بوی لیمو می‌داد» به کارگردانی آزاده بی زار گیتی اهدا شد.

### دوره پنجم
مراسم افتتاحیه پنجمین دوره جشنواره بین‌المللی فیلم پروین اعتصامی عصر شنبه ۳۰ آبان در خانه هنرمندان ایران برگزار شد. اجرای برنامه این دوره را شبنم قلی‌خانی برعهده داشت.

### دوره ششم
در این دوره ۸۴۴ فیلمساز زن ثبت نام کردند.

### دوره هفتم
هفتمین دوره از یکم تا چهارم اسفند در سینما فلسطین برگزار شد. مراسم اختتامیه هفتمین دوره و سومین جشنواره بین‌المللی فیلم پروین اعتصامی در ایوان شمس برگزار شد. در هفتمین جشنواره فیلم پروین اعتصامی در بخش نیلوفر زرین «۲۱ آگهی استخدام» به کارگردانی فرحناز شریفی جایزه بهترین مستند را دریافت کرد. در بخش نیلوفر سیمین نیز جایزه بهترین پژوهشگر زن به رخساره قائم مقامی کارگردان مستند «تنهایی پرهیاهو» اهدا شد.
هفتمین دوره جشنواره با موضوع نقش زن در تنظیم اقتصاد خانواده بوده‌است.

### دوره هشتم
هشتمین جشنواره ملی و چهارمین جشنواره بین‌المللی فیلم پروین اعتصامی از ۲۸ مهر تا ۲ آبان ۱۳۹۳ برگزار شد. در این دوره که ۵۸۰ فیلم داستانی به دفتر جشنواره ارسال شده بود، توسط هیئت انتخاب به ریاست محمدرضا اصلانی مورد بررسی و ارزیابی قرار گرفت و ۸۵ فیلم داستانی برای حضور در بخش رقابتی جشنواره انتخاب شد.

#### داوران
نیکی کریمی، کمال تبریزی، محمدمهدی عسگرپور، رضا میرکریمی و بهرام توکلی به عنوان داوران بخش مسابقه ملی هشتمین جشنواره فیلم پروین اعتصامی معرفی شدند.

### دوره نهم
زمان برگزاری جشنواره ۲۴ تا ۲۹ بهمن ۱۳۹۵ بود. برای نخستین بار پس از هشت دوره برگزاری جشنواره در این دره بخش رقابت فیلم‌های مستند، نیمه بلند و بلند زنان فیلمساز به عنوان یکی از بخش‌های مسابقه به ساختار جشنواره اضافه شد. در مجموع ۱۴۰ فیلم به بخش مسابقه راه پیدا کردند. به ترتیب در بخش فیلم‌های داستانی ۵۵ اثر، در بخش فیلم‌های مستند ۳۲ اثر، در بخش فیلم‌های تجربی ۲۱ اثر و در بخش پویانمایی ۳۲ اثر برای رقابت در بخش مسابقه جشنواره انتخاب شدند.
در دوره‌های گذشته دو تندیس نیلوفر زرین و پروین زرین اهدا می‌شد؛ نیلوفر زرین مربوط به دوره اول برگزاری این جشنواره بود که نماد زن در ایران باستان است. از این دوره قرار شده‌است یک تندیس اهدا گردد؛ تندیس زرین، پلاک زرین و نشان زرین پروین اعتصامی و نشان زرین پروین به بهترین فیلمساز زن سال در بخش فیلم بلند داستانی اهدا می‌شود.

#### داوران
هیئت داوران فیلم‌های بلند سینمایی این دوره مرضیه برومند، فاطمه معتمدآریا، فرشته طائر پور، کمال تبریزی و علی معلم بودند.

#### بهترین فیلمساز زن سال
هشت کارگردان در این بخش با یکدیگر رقابت می‌کنند.
- نیکی کریمی با فیلم سینمایی «شیفت شب»
- آیدا پناهنده با فیلم سینمایی «ناهید»
- تینا پاکروان با فیلم سینمایی «خانوم»
- نرگس آبیار با فیلم سینمایی «نفس»
- سهیلا گلستانی با فیلم سینمایی «دو»
- آزیتا موگویی با فیلم سینمایی «تراژدی»
- مرجان اشرفی زاده با فیلم سینمایی «آبجی»
- رقیه توکلی با فیلم سینمایی «مادری»